# Степове (Чугуївський район)
Степове (до 18 лютого 2016 — Петрівське) — село в Україні, у Чкаловській селищній громаді Чугуївського району Харківської області. Населення становить 64 особи. До 2016 орган місцевого самоврядування — Іванівська сільська рада.

## Географія
Село Степове знаходиться між річками Вовчий Яр, Гнилиця ІІ і Крайня Балаклійка (5-7 км).

## Історія
4 лютого 2016 року Верховна Рада підтримала перейменування села Петрівське на Степове. 18 лютого 2016 року перейменування набуло чинності.
12 червня 2020 року, відповідно до Розпорядження Кабінету Міністрів України № 725-р «Про визначення адміністративних центрів та затвердження територій територіальних громад Харківської області», увійшло до складу Чкаловської селищної громади.
19 липня 2020 року, в результаті адміністративно-територіальної реформи та ліквідації Чугуївського району, село увійшло до складу новоствореного Чугуївського району Харківської області.

## Населення

### Мова
Розподіл населення за рідною мовою за даними перепису 2001 року:
| Мова            | Кількість | Відсоток |
| --------------- | --------- | -------- |
| українська      | 119       | 86.23%   |
| російська       | 17        | 12.32%   |
| інші/не вказали | 2         | 1.45%    |
| Усього          | 138       | 100%     |